# Business & Decision
Pour les articles homonymes, voir B.D. et BND.
 (octobre 2010).
Si vous disposez d'ouvrages ou d'articles de référence ou si vous connaissez des sites web de qualité traitant du thème abordé ici, merci de compléter l'article en donnant les références utiles à sa vérifiabilité et en les liant à la section « Notes et références ».
Business & Decision (fréquemment abrégée en B&D ou encore BND) est une société de services, de conseil et d'intégration de systèmes, spécialisée dans les données et dans le numérique.
Elle est spécialisée dans trois grands domaines : l'informatique décisionnelle (business intelligence, BI), la gestion de la relation client (CRM) et le e-business.
Présent dans 11 pays, Business & Decision emploie 2 400 personnes en France et dans le monde[Quand ?].

## Histoire
- 1992 : création de l'entreprise par Patrick Bensabat
- 1999 : création de la première agence régionale française (Lille)
- 2000 : rachat de Eolas, fondation de Business & Decision AG (Suisse) et Business & Decision España
- 2001 : introduction sur Euronext
- 2001 : premières acquisitions internationales en Belgique et Royaume-Uni
- 2001 : implantation offshore en Tunisie
- 2002-2006 : implantation dans 12 pays
- 2006 : première acquisition aux États-Unis
- 2007 : acquisition de Inforte (États-Unis, en Allemagne, en Inde et en Grande-Bretagne)
- 2007 : acquisition de Decision Support Systems (Russie)
- 2008 : acquisition du groupe BnV (Pays-Bas, Belgique)
- 2014 : acquisition de Ceri Médical[1] et d'InFact
- 2015 : acquisition d'Uchrony, agence web à Bruxelles
- 2016 : Décès du fondateur Patrick Bensabat
- 2017 : Nomination de Jean-Louis Didier en qualité de PDG
- 2018 : Orange acquiert le bloc majoritaire d'actions de Business & Decision
- 2020 : Les actions de la société sont retirées de la bourse[2].

## Métiers
Le domaine d'activité de Business & Decision est principalement l'informatique décisionnelle.